# Az Egyesült Nemzetek Szervezete Biztonsági Tanácsának 2254. számú határozata
Az Egyesült Nemzetek Szervezete Biztonsági Tanácsának 2254. számú határozatát 2015. december 18-án egyhangúlag fogadták el. Ez a szíriai tűzszünetet és az ottani helyzet politikai megoldását sürgeti.

## A határozat
A határozat „megköveteli”, hogy minden fél azonnali hatállyal függesszen fel mindenféle támadást a civil lakosság ellen. „Sürgeti”, hogy minden Tagállam megtegyen minden tőle telhetőt annak érdekében, hogy minél hamarabb megszülethessen a tűzszünet, és azt „kéri” az ENSZ-től, hogy hívja össze a feleket annak érdekében, hogy 2016. január elején elkezdhessék a hivatalos tárgyalásokat.
A „terroristának” minősített csoportokat, mint az Iszlám Állam és az al-Nuszra Front a tárgyalásokról kizárták. Az ilyen szervezetek elleni védekező illetve támadó akciók a jövőben is folytatódnak. Kidolgoznak egy rendszert, mely alapján ellenőrizni tudják a tűzszünet érvényesülését.
18 hónapon belül szabad és független választásokat tartanak az ENSZ felügyelete alatt. A politikai átalakulást szíriaiak fogják levezényelni.